# Ожерелье королевы (роман)
«Ожерелье королевы» (фр. Le Collier de la Reine) — вторая часть тетралогии Александра Дюма-отца, объединённой похождениями известного мага, предсказателя судеб и "вечного человека" Джузеппе Бальзамо (Калиостро) (фр.: Жозеф Бальзамо).

## Сюжет
Придворные ювелиры Бамер и Боссанж предлагают Людовику XVI купить для его супруги Марии-Антуанетты великолепное бриллиантовое ожерелье, изготовленное ими ещё для фаворитки Людовика XV — мадам Дюбарри. Но королева отказывается принять столь дорогостоящий подарок, предложив Людовику построить на эти деньги корабль.
Через некоторое время ловкая интриганка Жанна де Ламотт де Валуа, которой безумно хочется блистать при королевском дворе, затевает грандиозную аферу. Представившись доверенным лицом Марии-Антуанетты, она берётся заполучить драгоценное ожерелье якобы для королевы. Осуществить задуманное ей помогает кардинал Луи де Роган, тайно влюблённый в Марию-Антуанетту. 
Но заговорщики и не подозревают, что их, словно марионеток, дёргает за ниточки известный мистик и авантюрист граф Калиостро.

## Издания в СССР и России
Роман в рамках тетралогии издавался в СССР в 1989 и 1990 гг.  - на излёте Перестройки (ранее "не рекомендовался к изданию" как и все романы данного цикла по идеологическим мотивам - из-за "неправильного" освещения предреволюционных и революционных событий во Франции во второй половине восемнадцатого века, движущей силой в романе показаны не "революционные массы", а заговорщики и граф Калиостро).

## Экранизации
- 1909 —Ожерелье королевы / Le Collier de la reine, Франция, режиссёры Луи Фейяд,Этьенн Арно[фр.]
- 1912 — Дело об ожерелье королевы / L'affaire du collier de la reine, Франция, режиссёр Камилл де Морлон[англ.]
- 1929 — Ожерелье королевы[фр.] / Le Collier de la reine, режиссёры Гастон Равель, Тони Лекейн